# Altwulsdorfer Schule

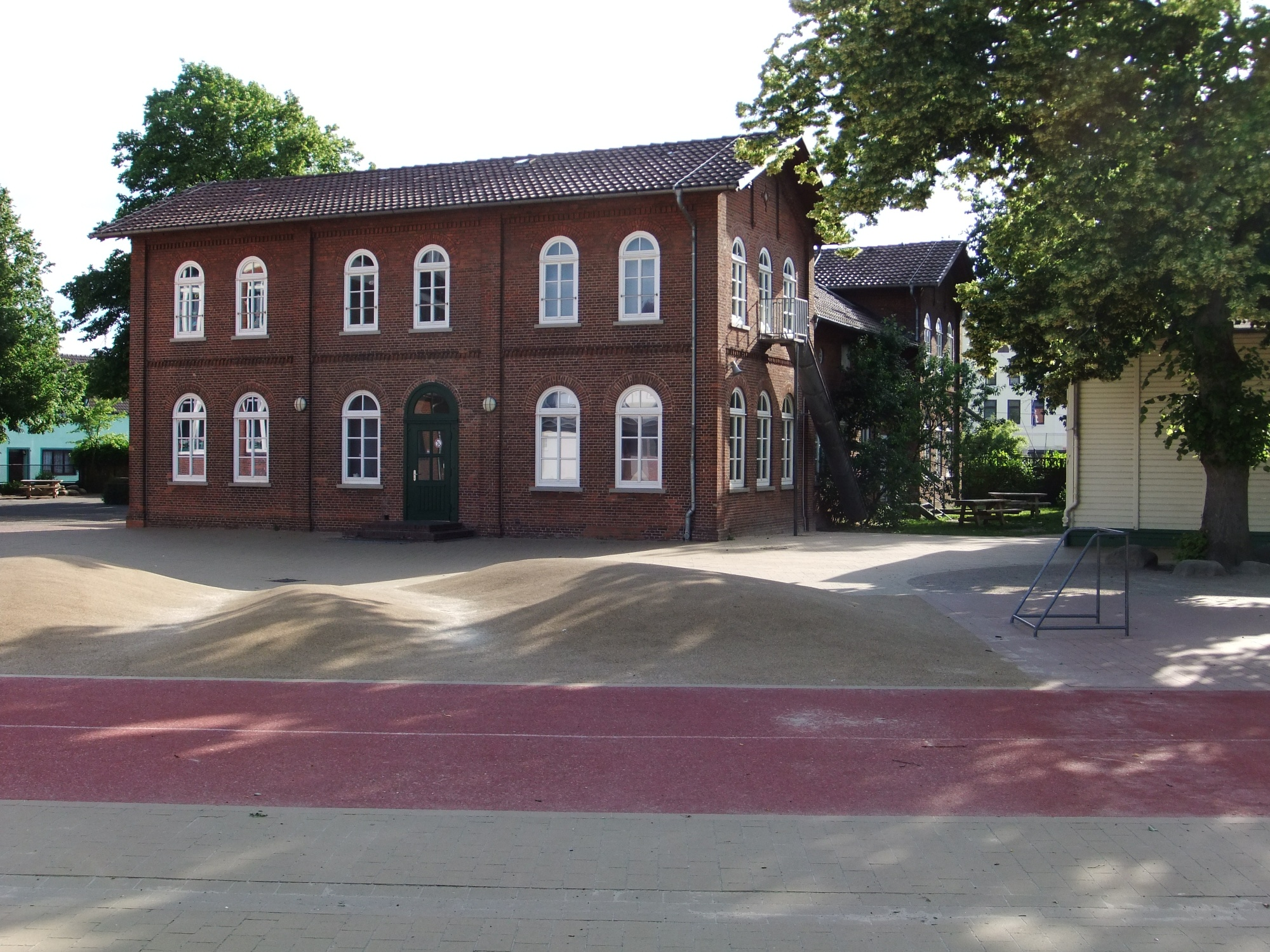
Altes Schulgebäude

Die Wulsdorfer Schule, Sandbredenstraße 11, auch Alt-Wulsdorfer Schule genannt; wurde 1866 in Wulsdorf gebaut und ist das älteste erhaltene Schulgebäude in Bremerhaven.

Das Gebäude steht unter Bremer Denkmalschutz.

## Geschichte
Im 19. Jahrhundert wurden in Wulsdorf die Kinder noch in der Küsterschule im Küsterhaus unterrichtet; damals noch mit einer Klassenstärke von 80 bis 90 Kindern. Seit 1852 bestand dort eine einklassige Schule, seit 1859/60 dann eine dreiklassige Schule: Eine Klasse musste jedoch in der damals rasch wachsenden Landgemeinde bereits ausgelagert werden.
1866 erfolgte der Neubau der vierklassigen Wulsdorfer Schule. Das zweigeschossige, ziegelsichtige und ländliche Bauwerk im Rundbogenstil des späten Klassizismus in der Zeit der Romantik hat zwei giebelständige Gebäudeflügel mit je zwei Klassen, die mit einem zwischenliegenden Treppenhaus und der Lehrerwohnung verbunden sind. Aufwendige Formsteine oder Mauerwerksverbände gestalten Fassade, Gesimse und Brüstungen und die mit einer Raute verzierten Giebel.
Mit dem Schulunterhaltungsgesetz in Preußen von 1908 übernimmt die politische Gemeinde die Schule von der Kirche. Um 1908 entsteht eine Schulerweiterung als Neubau einer vierklassigen Dorfschule nach Plänen des Architekten Müller. 1914 folgt wieder eine Erweiterung nach Plänen des Architekten Jon Knudsen. Die Turnhalle kam 1930 hinzu. 1950 wurden zwei Klassenräume im Obergeschoss der alten Schule ausgebaut. 1937 kam ein Schulpavillon hinzu und 1967 erfolgte ein Umbau des Dachgeschosses.